# Herb Królestwa Polskiego (kongresowego)
Herb Królestwa Polskiego przedstawiał czarnego dwugłowego orła cesarskiego Romanowów dominującego nad tarczą (umieszczoną na piersiach), z Orłem Białym, ukoronowaną koroną carów. Symbol władzy suwerennej Rosji nad Królestwem Polskim, zarazem wskazuje na jego autonomię.
Herb ten w modyfikowanych wersjach rysunkowych z lat 1815, 1842 i 1858 obowiązywał do roku 1869. Rozporządzeniem z 14 (26) lutego 1870, zamiast herbu Królestwa Polskiego, wprowadzono mały herb Cesarstwa Rosyjskiego.
Orzeł Biały występował też na skrzydłach orła dwugłowego w różnych wersjach herbu Rosji.